# Akysis manipurensis
Akysis manipurensis — вид риб з роду Akysis родини Akysidae ряду сомоподібні. Замало відомостей про цього сома, оскільки важко отримати його екземпляри.

## Опис
Загальна довжина достеменно невідома. Голова помірно широка, сплощена зверху. Очі невеличкі. Є 4 пари вусів. Тулуб витягнутий, помірної довжини. Хвостове стебло доволі струнке. Спинний плавець високий, середнього розміру, з 1 жорстким та 5-6 м'якими променями. Жировий плавець маленький. Грудні плавці витягнуті, з 1 шипом, що має декілька опуклостей. Черевні плавці крихітні. Анальний плавець великий, більше за спинний. Хвостовий плавець подовжений, кінець дещо широкий, з виїмкою.

## Спосіб життя
Біологія вивчена недостатньо. Це демерсальна риба. Воліє до прісної та чистої води. Зустрічається у невеликих річках з швидкою течією на піщано-кам'янистих ґрунтах. Живиться дрібними безхребетними.

## Розповсюдження
Мешкає у штаті Маніпур (Індія) — у річці Чиндуїн.